# Manuel Aznar Zubigaray
Manuel Aznar y Zubigaray (baskijski: Manuel Aznar Zubigarai, Etxalar, Navara 1894. - Madrid, 1975.) bio je španjolski diplomat tijekom diktature Francisca Franca.
Kao mladić bio je čvrsto podupirao baskijski nacionalizam, surađivao je u radikalnim novinama La Tradición Navarra (Navarska tradicija) i urednik Euzkadi (Baskija) Godine 1914., postavio je svoju kazališnu predstavu El Jardin del Mayorazgo, koja je imala snažan anti-španjolski pečat u svom sadržaju.
Aznar Zubigaray se pridružio Baskijskoj nacionalističkoj stranci 1916., povezujući se s najradikalnijim krilom. Od 1914. radio je kao ratni dopisnik s bojišnice 1.svjetskog rata, čime je stekao poziciju zamjenika urednik u glavnima novinamaEl Sol. Godine 1922., on i njegova obitelj su otišli na Kubu, gdje je Manuel Aznar Zubigaray radio za nekoliko lokalnih novina, vrativši se proglašenjem Druge španjolske republike (1931.).
Tijekom druge republike se počeo okretati konzervativizmu i podržavati desničarske političare. Godine 1936., s početkom Španjolskog građanskog rata, Aznar Zubigaray je otišao u Burgos i ponudio svoje usluge Francovoj vojsci i Falangi. Tijekom rata, bio je važan autor propagande i kroničar vojnih događaja. Između 1940. – 1943. Aznar je napisao svoje najznačajnije radove, Historia de la Guerra militar de España (1936. – 1939.) ("Vojna povijest španjolskog rata") i Historia de la Cruzada ("Povijest križarskog rata").
Između 1964. i 1967. bio je veleposlanik Španjolske pri UN-u. On je također služio tu ulogu u Maroku, Argentini i Dominikanskoj Republici.  Uređivao je novine La Vanguardia novina i pomogao pokrenuti novinsku agenciju EFE. On je intervjuiran u dokumentarnom filmu Franco, ese hombre, biografiji španjolskog diktatora.
Oženio je Mariju de las Mercedes Acedo y Villanueva i bio otac Manuela Aznara Aceda i djed José María Aznara.

## Djela
- Aznar Zubigaray, M.: La España de hoy, Habana: e/g, 1926.
- Aznar Zubigaray, M.: Historia de la Segunda Guerra Mundial (4 liburuki), Madril: Idea, 1941-1943.
- Aznar Zubigaray, M.: El Alcázar no se rinde : réplica a unas páginas del libro titulado "El Yugo y las Flechas" del escritor norteamericano Herbert L. Matthews, Madril: [s.n.], 1957.
- Aznar Zubigaray, M.: Historia militar de la guerra de España, Madril: Editora Nacional, 1969.
- Aznar Zubigaray, M.: The Alcázar will not surrender!, New York: Group of Friends of Spain.

## Vanjske poveznice
- http://www.elmundo.es/cronica/2003/415/1064837947.html